# Jainahalli, Krishnarajpet
Jainahalli là một làng thuộc tehsil Krishnarajpet, huyện Mandya, bang Karnataka, Ấn Độ.